# Marina Pylaeva
Marina Pylaeva, née le 12 août 1966 à Syktyvkar, est une patineuse de vitesse sur piste courte soviétique puis russe.

## Biographie
Elle participe aux Jeux olympiques de 1988, 1992, 1994 et 1998.

## Palmarès
- 1991 :  Championnats du monde, relais 3 000 m
- 1997 :  Championnats d'Europe, relais 3 000 m